# Aveline Kushi
Aveline Kushi (jap. 久司 アヴェリン, Kushi Averin; * 1925 in Japan; † 2001 in Boston) war eine Vertreterin der Makrobiotik und die Ehefrau des Makrobiotikers Michio Kushi. Sie veröffentlichte mehrere Bücher über Makrobiotik.

## Lebenslauf
Seit ihrer frühesten Jugend war sie am Fernen Osten interessiert. An ihrem zwölften Geburtstag nahm sie ihr Vater, ein Unitarier, zu einer internationalen Friedenskonferenz mit, wo sie zum ersten Mal mit der ostasiatischen Kultur in Berührung kam.
1938 ging sie von zu Hause fort, um das Lehrer-College in Hamada zu besuchen, einer Küstenstadt im Südwesten Japans. Sie arbeitete als Lehrerin in der Grund- und Mittelstufe in der Nähe ihres Heimatdorfes in den Bergen Japans.
1947 gab sie ihre Lehrerstelle aufgrund einer Krankheit auf, obwohl sie nach ihrem Bekunden zuvor niemals schwach oder krank gewesen war. Am College zeigte sie sich in Gymnastik, Fechten, Kampfsport, Bogenschießen und modernen Tanz äußerst talentiert. Ihr Können auf dem Schwebebalken, im Pferdespringen und als Akrobatin brachte sie 1941 zu den nationalen olympischen Vorentscheidungskämmpfen nach Tokio, einen Monat vor dem Überfall auf Pearl Harbor.
Bis zu ihrer Krankheit mit zweiundzwanzig Jahren war sie nach eigenen Angaben immer gesund gewesen.
Im Januar 1950 erfuhr sie von Georges Ohsawa und ging nach Yokohama, um am „Georges-Ohsawa-Zentrum“ makrobiotische Philosophie zu studieren.
1951 verließ sie Japan und fuhr in die USA. Dort traf sie Michio Kushi, der fünf Jahre vor ihr bei Georges Ohsawa studiert hatte und dann an der Columbia-Universität in New York sein Studium der internationalen Beziehungen fortgesetzt hatte. Nach der Heirat war Aveline Kushi zum ersten Mal für die Küche verantwortlich, aus dieser Zeit stammen ihre Kochkünste.
Aveline und ihr Mann Michio gründeten die Erewhon Natural Foods, das Ost-West-Journal, die Ost-West-Stiftung, die Kushi-Stiftung und die Kushi-Institute in Becket und in Europa, unter anderem in Lissabon, Zagreb und Amsterdam.
Aveline und Michio haben mehr als 70 Bücher veröffentlicht, teils einzeln, teils zusammen, siehe Werkauswahl.
Aveline Kushi erlag, wie einige Jahre zuvor schon ihre Tochter, einer Krebserkrankung.

## Auszeichnungen
Für ihren Beitrag zur Ernährung, Gesundheit und Frieden in der Welt erhielten die Eheleute Kushi am 14. Oktober 2000 den Peace Abbey Courage of Conscience Award mit der Begründung, Menschen zu sein, die ein gutes Beispiel dafür gäben, bewusster zu leben und sich für den Weltfrieden einzusetzen.

## Werkauswahl
- Michio und Aveline Kushi: Das große Buch der makrobiotischen Ernährung und Lebensweise. ISBN 3-924724-25-3
- Aveline Kushi, Michio Kushi und Monika Seidl: Kinder- und Familiengesundheit durch Makrobiotik. Ost-West Bund, 1990, ISBN 3-924724-37-7
- Aveline Kushi: Mit Miso kochen. Pala 1986
- Aveline Kushi mit Alex Jack: Aveline Kushi's großes Buch der makrobiotischen Küche. Kochen für Gesundheit, Harmonie und Frieden. Völklingen: Ost-West Bund Verlag, 1987. ISBN 3924724245.